# Rafaela (imię)
Rafaela – żeński odpowiednik imienia Rafał.
Patronką jest św. Rafaela Maria od Najświętszego Serca (Porras y Ayllón) (1850–1925) – zakonnica hiszpańska, założycielka Zgromadzenia Służebnic Najświętszego Serca, beatyfikowana w 1952, a kanonizowana w 1977 r.
Rafaela imieniny obchodzi także 6 stycznia i 24 stycznia.